# Dennis Loline
Il Dennis Loline era un autobus a due piani costruito dalla Dennis tra il 1958 e il 1966.

## Descrizione
Era in pratica identico al Bristol Lodekka ma veniva realizzato su un telaio Dennis aggiornato.
La produzione doveva cessare nel 1962, tuttavia questo è stato rapidamente invertito e ha continuato a essere prodotto fino al 1966.
Furono costruite tre versioni della Dennis Loline: la Loline con ingresso posteriore, la Loline II con ingresso frontale e la Loline III con una griglia anteriore rivista davanti al radiatore e una frizione diversa e cambio.
Il maggiore operatore di questo veicolo fu la Aldershot and District Traction.
La China Motor Bus di Hong Kong mise in servizio un Dennis Loline nel 1963 e questo mezzo fu il primo autobus a due piani dell'isola di Hong Kong.